# 1976 års fond för personutbyte mellan Sverige och Förenta Staterna
Stiftelsen 1976 års fond för personutbyte mellan Sverige och Förenta Staterna, (engelska The Bicentennial Swedish-American Exchange Fund)  ger bidrag till opinionsbildare från Sverige respektive USA för studiebesök i det andra landet under 2–4 veckor. Besöket ska bidra till opinion och samhällsutveckling inom aktuella områden i antingen det ena eller båda länderna, främst inom politik, förvaltning, massmedia, miljöfrågor, arbetslivsfrågor, näringsliv, utbildning och kultur. 
Stiftelsen instiftades av Sveriges riksdag 1976 i samband med Förenta staternas 200-årsjubileum till att främja personutbyte mellan länderna. 
År 2016 övertog Sverige-Amerika Stiftelsen stiftelsens förvaltning från Svenska institutet.